# 인젠 (요트 선수)
인젠(중국어 간체자: 殷剑, 정체자: 殷劍, 병음: Yīn Jiàn, 한자음: 은검, 1978년 12월 25일~)은 중화인민공화국의 요트 선수로 주 종목은 윈드서핑이다. 2004년 하계 올림픽에서 여자 미스트랄 은메달을 획득했으며, 2008년 하계 올림픽에서 여자 RS:X 부문 금메달을 획득했다.